# Governador-geral do Estado Livre Irlandês

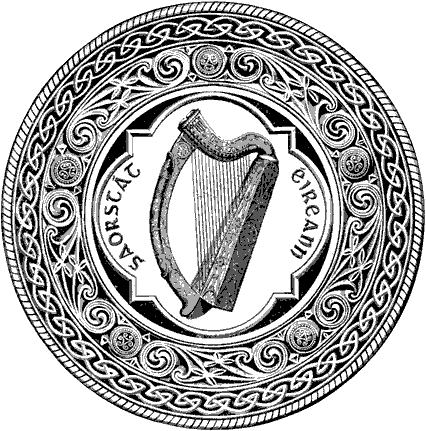
O brasão oficial do Estado Livre Irlandês.

O Governador-geral (em irlandês: Seanascal) foi o representante do Rei no Estado Livre Irlandês, entre 1922 e 1937. Até 1927, ele também era o agente do governo britânico no estado da Irlanda. Por convenção, o cargo de Governador-geral foi, em grande parte, cerimonial. No entanto, foi controverso, como muitos nacionalistas viram-na como ofensiva a princípios republicanos irlandeses e um símbolo de subserviência à Grã-Bretanha. Por este motivo, o cargo teve o seu papel cada vez mais reduzido, até que ele foi abolido integralmente em 1937, aplicada retroativamente em 1936.
Os dois primeiros Governadores-gerais moravam numa residência oficial, o vice-real Lodge, agora conhecido como Áras an Uachtaráin, a actual residência do Presidente da República da Irlanda. O último Governador-geral residiu numa residência privada em Booterstown, actualmente Condado de Dun Laoghaire-Rathdown (antigo Condado de Dublin).

## Lista de Governadores-gerais
| Nº | Nome                  | Foto | Assumiu o cargo        | Deixou o cargo         |
| -- | --------------------- | ---- | ---------------------- | ---------------------- |
| 1. | Timothy Michael Healy |      | 6 de dezembro de 1922  | 31 de janeiro de 1928  |
| 2. | James McNeill         |      | 1 de fevereiro de 1928 | 1 de novembro de 1932  |
| 3. | Domhnall Ua Buachalla |      | 27 de novembro de 1932 | 11 de dezembro de 1936 |